# Väinö Huhtala
Väinö Huhtala (n. 24 decembrie 1935, Siikajoki, Oulu, Finlanda – d. 18 iunie 2016, Jämsä, Finlanda Centrală, Finlanda) a fost un schior de fond ce a reprezentat Finlanda, medaliat olimpic. A participat la 2 ediții ale Jocurilor Olimpice (1960, 1964) în care a câștigat o medalie de aur.